# معركة ميسلون
معركة ميسلون هي معركة قامت بين قوات من المتطوعين السوريين بقيادة وزير الحربية يوسف العظمة من جهة، وقوات الجيش الفرنسي بقيادة الجنرال ماريانو غوابيه من جهة أخرى في 24 يوليو/تموز 1920 في منطقة ميسلون غربي مدينة دمشق على الطريق الواصل بينها وبين مدينة بيروت.
دارت المعركة بين جيش من المتطوِّعين السوريين عدده 3000 مقاتل من جهة، وجيش فرنسي قوامه 9000 جندي ومزود بطائرات ودبابات ومدافع وإمدادت من جهة أخرى، حُسمت نتيجة المعركة بسرعة، إذ قدر عدد الخسائر بين قوات المتطوعين السوريين بنحو 400 شهيد و1000 جريح، أما عدد قتلى الجيش الفرنسي فهو (حسب الأرقام الفرنسية) 42 قتيل و154 جريح. شارك في معركة ميسلون عدد من أعلام دمشق، من أبرزهم محمد سعيد برهاني إمام وخطيب جامع التوبة في دمشق وشيخ الطريقة الشاذلية.

## أسباب المعركة
تلقى الأمير فيصل إنذارًا من الجنرال هنري غورو الفرنسي - وكان قد نزل بقواته على الساحل السوري - بوجوب حل الجيش العربي وتسليم السلطة الفرنسية السكك الحديدية وقبول تداول ورق النقد الفرنسي السوري وغير ذلك مما فيه القضاء على استقلال البلاد وثروتها، فتردد فيصل ووزارته بين الرضى والإباء، ثم اتفق أكثرهم على التسليم، فأبرقوا إلى الجنرال غورو، وأوعز فيصل بحل الجيش وعارض هذا بشدة وزير الحربية يوسف العظمة.
ولكن بينما كان الجيش العربي المرابط على الحدود يتراجع منفضاً (بأمر فيصل) كان الجيش الفرنسي يتقدم، وتم تبرير الأمر بأن برقية فيصل بالموافقة على بنود الإنذار وصلت إلى الجنرال غورو بعد أن كانت المدة المحددة ب 24 ساعة قد انتهت. وعاد فيصل يستنجد بالوطنيين السوريين لتأليف جيش أهلي يقوم مقام الجيش المنفض في الدفاع عن البلاد، وتسارع شباب دمشق وشيوخها إلى ساحة القتال في ميسلون، وتقدم يوسف العظمة يقود جمهور المتطوعين على غير نظام، وإلى جانبهم عدد يسير من الضباط والجنود.
خرج يوسف العظمة بحوالي 3000 جندي إلى ميسلون مسلحين ببنادق إنجليزية، ولم تضم قواته دبابات أو طائرات أو أسلحة ثقيلة، واشتبك مع القوات الفرنسية في صباح يوم 8 ذي القعدة 1338 هـ/24 تموز 1920م في معركة غير متكافئة، دامت ساعات، اشتركت فيها الطائرات الفرنسية والدبابات والمدافع الثقيلة.
وعلى الرغم من ذلك فقد استبسل المجاهدون في الدفاع وكان يوسف قد جعل على رأس «وادي القرن» في طريق المهاجمين ألغاما خفية، فلما بلغ ميسلون ورأى العدو مقبلا أمر بإطلاقها، فلم تنفجر، فأسرع إليها يبحث السبب، فإذا بأسلاكها قد قطعت، واستشهد العظمة في معركة الكرامة التي كانت نتيجتها متوقعة خاضها دفاعًا عن شرفه العسكري وشرف بلاده، فانتهت حياته وحياة الدولة التي تولى الدفاع عنها.
جاء في الموسوعة التاريخية للدرر السنية: ذهب الوزير يوسف العظمة إلى ميسلون وأخذ يعد المعدات منتظرا ما وعد به من النجدات ولكن لم يزد عدد الجنود مع المتطوعين على الأربعة آلاف وكان القائم مقام جميل الألشي قد اطلع على الجيش في ميسلون وقام بتعريف الجيش الفرنسي على مواضع الضعف فيه وكان الفرق كبيرا جدا في العدد والعدة وبدأت المعركة التي استخدمت فيها الدبابات والطائرات وقاتل العظمة ومن معه ببسالة ولكن بوجود الخونة تحسم المعارك فقد قام رجل من المتطوعين مع بعض الفرسان بالوثوب على أحد المساير السورية من الخلف وفتحوا النار عليها ونهبوا السلاح منهم ورغم ذلك بقي العظمة يدير المعركة بإمكانيته المتوفرة حتى قضى نحبه بقذيفة إحدى الدبابات الفرنسية وذلك في السابع من ذي القعدة 1339 هـ / 24 تموز 1920 م ثم دامت المعركة ثماني ساعات انتهت بالقضاء على الجيش السوري المقاوم.
ويذكر المؤرخ سامي مبيض أن عدداً من الموارنة من جبل لبنان قد تطوعوا للقتال مع القوات الفرنسية لأنهم رفضوا الانضواء ضمن دولة ذات غالبية إسلامية.

### أهل حوران في معركة ميسلون
بعد انسحاب الجيش البريطاني من سورية، واعتقال الفريق ياسين الهاشمي رئيس مجلس الشورى العسكري في حكومة الأمير فيصل، بدأت الحرب ضد القوات الفرنسية المتواجدة في الساحل السوري (بما يشمل ما أصبح يعرف بلبنان) والبقاع، وسميت تلك المناوشات بحرب العصابات ضد التواجد الفرنسي في تلك المناطق. وكانت ثورة الجولان الأولى في كانون الأول 1919 م، أكبر الهبات الشعبية ضد الجيش الفرنسي قبل معركة ميسلون، وعن دور الشيخ الثائر المجاهد الشيخ فواز باشا البركات الزعبي في هذه الثورة، هو انه:«عندما عرفت النوايا الفرنسية في سورية، بدأت حرب المجاهدين ضد التواجد الفرنسي في السواحل السورية، وأقوى هذه الفعاليات الشعبية هي ثورة الجولان بقيادة الأمير محمود الفاعور بني العباس التي قادها عسكريا اللواء علي خلقي الشرايري الضابط المنتدب من قبل الحكومة، وشارك بها المجاهد أحمد مريود، وكانت قوات هذه الثورة من إربد، وقد لعب الشيخ الثائر المجاهد فواز باشا البركات الزعبي دوره المميز فيها من خلال جمع الأسلحة لثوارها وتأمين عائلات الثوار بالمؤن. لم يكن فواز باشا البركات الزعبي زعيما عشائريا على حوران فحسب، بل كان قائدا سياسيا وعسكريا، خطط ونفذ لعشرات المعارك في العهدين العثماني والفرنسي، وتشهد له معارك درعا، وغزالة، وغباغب، ونوى، والدالية الغربية بالإضافة إلى معركة ميسلون الشهيرة.